# Костшин на Одри
Костшин на Одри (пољ. Kostrzyn nad Odrą, до 2003. само Kostrzyn; лат. Cozsterine) је град у западној Пољској, на граници Пољске и Немачке. Административно припада војводству Лубуш и Гожовском повјату (пољ. Powiat gorzowski). Налази се на ушћу реке Варте у Одру.
По подацима из 2010. године у граду је живело 17.704 становника.

## Географски положај
Према подацима од 1. јануара 2010. године површина града износи 46,14 km².
На северу се град граничи са општинама Болешковице (пољ. Boleszkowice) и Дембно (пољ. Dębno), на југу са општинама Гожица (пољ. Górzyca) и Слоњск (пољ. Słońsk), на истоку са општином Витњица (пољ. Witnica), а на западу са немачким округом Меркиш-Одерланд.
Костшин на Одри се налази у западном делу Гожовске котлине (пољ. Kotlina Gorzowska).. Кроз град протичу три реке: Варта, Одра и Постомја (пољ. Postomia).

## Становништво
Према прелиминарним подацима са пописа, у граду је 2011. живело 18.070 становника.
| 2002.  | 2011.  | 2012.  |
| ------ | ------ | ------ |
| 17.111 | 18.070 | 18.125 |

## Историја
Историја Костшина је везана за историју пограниче зоне предела око реке Одре. До почетка 10. века овим теренима су владали Поморани. Од 10. до почетка 13. века овим теренима је владала Краљевина Пољска, да би од 13. века теренима почеки да владају Крсташи, Темплари и на крају ове територије подпадају под власт Бранденбурга.
Костшин на Одри је добио Магдебуршка права и са њима статус града око 1300. године на иницијативу тадашњег владара Бранденбуршке марке Албрехта III. Град је највише напредовао за време владавине Јохана вон Хохензолерна који га је 1535. године прогласио својом седиштем. Тада је град постао престоница Нове Марке, а у њему је изграђен замак као и утврђење, што га је учинило једном од најмоћнијих тврђава у Европи тог доба.
Град је задесило неколико великих поплава и пожара. Сем природних катастрофа, град је доста страдао у честим ратовима који су избијали на том простору. Између осталих град је био поприште сукоба током Тридесетогодишњег рата (1618—1848), Седмогодишњег рата (1756—1763), а од 1806. до 1818. Костшином су владали Французи. Крајем 19. века град је почео убрзано економски да се развија. До 1939. године у граду је већ живело 24.000 становника. Међутим напредак града је прекинуо Други светски рат. Крајем рата, 1945. године Костшин постаје стратешка тачка на путу совјетске војске ка Берлину. Услед тешких битака које су се водиле око Костшина, град је скоро потпуно уништен. Након Другог светског рата Костшин поново улази у састав Пољске, а немачко становништво одлази из града у Немачку док град насељавају Пољаци из источних предела који су ушли у састав Совјетског Савеза.

## Култура
Најзначајнија организација задужена за организовање културних догађаја у Костшину је Костшински центар културе (пољ. Kostrzyńskie Centrum Kultury). Ова организација организује неколико цикличних културних манифестација. Организација се такође бави организовањем изложби познатих сликара. У Костшинском центру културе делује неколико плесних група, а најпознатија је Roll Dance.
У граду се од 1995. године организује фестивал рок музике „Przystanek Woodstock“ који окупља и по неколико стотина хиљада љубитеља рок музике из целог света.
У граду такође делује и библиотека која често организује књижевне вечери. Костшин на Одри од институција културе има још и музеј Тврђаве (пољ. Muzeum Twierdzy) који сваке године у граду организује „Дане тврђаве“ (пољ. Dni Twierdzy).

## Партнерски градови
- Пајц
- Самбир